# イットー
イットーとは日本の競走馬である。高松宮杯やスワンステークスの優勝馬で、1973年の優駿賞最優秀3歳牝馬、1975年に同最優秀5歳以上牝馬に選出された。繁殖牝馬としても大きな成功を収め、二冠牝馬ハギノトップレディ、宝塚記念優勝馬ハギノカムイオーらを輩出。「華麗なる一族」と称される牝系の中興の祖となった。
半弟に重賞4勝を挙げたニッポーキング（父プロント）、シンザン記念優勝馬シルクテンザンオー（父ファーストドーン）、道営記念優勝馬サクラアケボノ（父ダイコーター）がいる。
注：馬齢は2000年以前に使用された旧表記（数え年）で統一して記述する。

## 出生・幼駒時代
母ミスマルミチは重賞未勝利ながら8勝を挙げた実力馬であり、繁殖初年度となった1970年も、本来は競走生活を続行する予定だった。しかし先に繁殖入りしていた半姉ヤマピット（第28回オークス優勝馬）がわずか1頭の産駒（ボージェスト）しか残さず早世したことを受け、5歳シーズンいっぱいで急遽引退、繁殖入りとなった。交配されたヴェンチアは前年にフランスから輸入され、日本での供用初年度という新進種牡馬だった。
翌1971年4月19日にミスマルミチは牝駒を出産する。荻伏牧場社長の斎藤隆が、「出産補助のために仔馬の両前脚を掴んだ瞬間『これはただものではない』と直感した」と語るほどの好素質馬であった。荻伏牧場は生産馬を馬主に売却して生計を立てるマーケットブリーダーであったが、斎藤が惚れ込んだ本馬は、例外的に牧場所有のままで競走馬となった。

### 馬名の由来
2歳秋まで荻伏で育成が積まれ、その後栗東トレーニングセンターの田中好雄厩舎に入る。田中もまた本馬の素質に感嘆し、命名をさせて欲しいと願い出た。これを了承されると、田中は本馬に「一刀両断」からイットーと命名した。この馬名の大元の発案者は歌舞伎役者の六代目尾上菊五郎であり、生前田中に馬を預けていた尾上は、「一生に一頭という馬に巡り会ったら、イットーと名付けるように」と提案していた。なお、当初荻伏牧場が考えていた馬名は「ヤマトゴコロ」であった。

## 戦績

### 最優秀3歳牝馬選出
1973年11月11日、京都競馬場でデビュー。当日は3番人気の評価であったが、母にも騎乗した高尾武士を背に、2着に8馬身差の逃げ切り勝利を見せた。続く条件戦も快勝し、関西の3歳王者戦・阪神3歳ステークスに臨む。ここではキタノカチドキに突き放されて3馬身差の2着に終わり、初の敗戦を喫した。しかし当年の年度表彰では、函館3歳ステークスの勝利馬サクライワイを抑え、最優秀3歳牝馬に選出された。

### アクシデントの連続
翌1974年1月、4歳になったイットーは紅梅賞を6馬身差で勝ち、桜花賞優勝候補の一番手と評された。しかし競走後に左前脚骨瘤（骨膜炎の一種）を発症、さらに左肩も痛め、長期の休養を余儀なくされた。これで桜花賞、オークスともに出走機会を失い、鞍上の高尾もデビュー20年目で訪れたクラシック勝利の機会を逸した。高尾は「条件クラスの桜花賞など、私は絶対に見ません」と悔しさを語った。当日はイットーと同父であるタカエノカオリが人気薄での勝利を収めた。
半年の温泉療養を経て、8月に復帰。緒戦のオープン特別（1700メートル）を1分42秒2のレコードタイムで勝利する。続いて秋の目標としたビクトリアカップに向け、その前哨戦となる京都牝馬特別に出走、50パーセント超の単勝支持を集めた。この競走には、一世代上の最優秀3歳牝馬キシュウローレルも出走（2番人気）し、2世代の3歳牝馬チャンピオンの対決となった。ところが、最終コーナーの手前でキシュウローレルが左前脚を骨折・転倒し、直後に位置していたイットーはこのあおりを受け、右後脚を7針縫う裂傷を負った。
これでビクトリアカップの出走も断念。年末にはセントウルステークス（当時オープン特別競走）に出走したが、他馬を怖がる素振りを見せ、3着に敗れた。イットーに相次いだ不運に、京都牝馬特別の競走後より田中が体調を崩し、高尾が厩舎管理の一端を担うようになる。負担が増した高尾は、セントウルステークスを最後にイットーの騎乗を簗田善則に譲った。

#### 復活、重賞制覇
精神面の立て直しを図るために一時休養し、翌年3月に復帰。緒戦のオープン戦で前年の最優秀5歳以上牡馬タニノチカラと競り合い、半馬身差の2着となった。続くマイラーズカップでは同馬に加え、阪神3歳ステークス以来となるキタノカチドキとの対戦となり、天皇賞への一前哨戦ながら「三強対決」と注目を集めた。当日は雨中の不良馬場を好位から追走したが、先に抜け出したキタノカチドキに再び敗れる。しかしタニノチカラはハナ差競り落とし、2着を確保した。
2戦の好走で復活と目され、次走のスワンステークスでは圧倒的な1番人気に推された。レースでは好位から抜け出すと、最後は簗田が後ろを振り向く余裕を見せながら1着でゴール。10戦目にして初の重賞勝利を果たした。一重賞に過ぎない競走であったが、表彰式ではファンから大きな拍手を贈られた。
次走阪急杯は3着に敗退。しかし続いて出走した高松宮杯で新馬戦以来の逃げを見せると、重馬場ながら2分00秒2という好タイムを記録し、重賞2勝目を挙げた。

#### 故障、引退
夏の休養を経て出走したサファイヤステークス（当時オープン特別競走）を快勝。秋を迎えての朝日チャレンジカップではロングホークのレコード勝利からハナ差の2着となり、3戦目に前年アクシデントで大敗した京都牝馬特別に出走した。
他馬よりも4キログラム以上重い59キログラムの斤量を背負いながら本命に支持されたが、好位に付けた最後の直線入口地点で故障（左前脚浅屈腱劇伸）を生じ、4着に敗退した。競走中に後脚で左前脚を蹴りつけたことが原因とされ、競走能力を喪失。さらに2週間後の11月12日に田中好雄が死去し、これを最後に競走生活から退いた。この年、重賞2勝の活躍が評価され、翌1月には当年の最優秀5歳以上牝馬に選出された。

## 全成績
| 年月日 | 年月日 | 年月日 | 開催場 | 競走名               | 頭数 | 人気 | 着順 | 距離（状態）  | タイム  | 着差    | 騎手     | 斤量 [kg] | 勝ち馬/（2着馬）     |
| ------ | ------ | ------ | ------ | -------------------- | ---- | ---- | ---- | ------------- | ------- | ------- | -------- | --------- | -------------------- |
| 1973.  | 11.    | 11     | 京都   | 新馬                 | 15   | 3    | 01着 | 芝1200m（稍） | R1:13.6 | 8身     | 高尾武士 | 52        | （ヤマニンチラツ）   |
|        | 11.    | 24     | 京都   | 白菊賞               | 7    | 1    | 01着 | 芝1400m（良） | R1:24.4 | 1 1/2身 | 高尾武士 | 53        | (ホウスウセダン)     |
|        | 12.    | 09     | 阪神   | 阪神3歳ステークス    | 11   | 3    | 02着 | 芝1600m（良） | R1:36.7 | 0.5     | 高尾武士 | 53        | キタノカチドキ       |
| 1974.  | 01.    | 05     | 京都   | 紅梅賞               | 11   | 1    | 01着 | 芝1600m（良） | R1:36.3 | 6身     | 高尾武士 | 53        | （タイロック）       |
|        | 08.    | 18     | 函館   | オープン             | 8    | 2    | 01着 | 芝1700m（良） | R1:42.2 | 2 1/2身 | 高尾武士 | 52        | （ドミナス）         |
|        | 10.    | 27     | 京都   | 京都牝馬特別         | 17   | 1    | 10着 | 芝1600m（良） | R1:37.8 | 0.4     | 高尾武士 | 52        | アイテイシロー       |
|        | 12.    | 01     | 阪神   | セントウルステークス | 8    | 1    | 03着 | 芝1600m（良） | R1:35.6 | 0.1     | 高尾武士 | 52        | ランドグレース       |
| 1975.  | 03.    | 15     | 阪神   | オープン             | 6    | 2    | 02着 | 芝1600m（良） | R1:35.0 | 0.1     | 簗田善則 | 53        | タニノチカラ         |
|        | 04.    | 13     | 阪神   | マイラーズカップ     | 9    | 2    | 02着 | 芝1600m（不） | R1:36.3 | 0.1     | 簗田善則 | 52        | キタノカチドキ       |
|        | 05.    | 11     | 京都   | スワンステークス     | 11   | 1    | 01着 | 芝1600m（良） | R1:36.5 | 1 1/4身 | 簗田善則 | 53        | （フジノタカワシ）   |
|        | 06.    | 08     | 阪神   | 阪急杯               | 12   | 1    | 03着 | 芝1600m（良） | R1:35.2 | 0.2     | 簗田善則 | 55        | シルバーネロ         |
|        | 06.    | 22     | 中京   | 高松宮杯             | 7    | 3    | 01着 | 芝2000m（重） | R2:00.2 | 1 1/2身 | 簗田善則 | 53        | （ニホンピロセダン） |
|        | 09.    | 07     | 阪神   | サファイヤステークス | 6    | 1    | 01着 | 芝1600m（良） | R1:35.0 | 1 1/4身 | 簗田善則 | 56        | （コウイチタロー）   |
|        | 09.    | 21     | 阪神   | 朝日チャレンジカップ | 5    | 1    | 02着 | 芝2000m（良） | R2:00.3 | 0.0     | 簗田善則 | 58        | ロングホーク         |
|        | 10.    | 26     | 京都   | 京都牝馬特別         | 9    | 1    | 04着 | 芝1600m（良） | R1:36.8 | 0.8     | 簗田善則 | 59        | カバリダナー         |

## 繁殖牝馬として
引退後は故郷・荻伏牧場で繁殖牝馬となる。初年度には荻伏が導入した種牡馬サンシーと交配され、初仔ハギノトップレディを出産。同馬は新馬戦で日本レコードタイムを出すなど快速馬として鳴らし、イットーが出走できなかった桜花賞、エリザベス女王杯（ビクトリアカップの後継競走）を制し、二冠牝馬となった。さらに、当時不動のリーディングサイアーであったテスコボーイとの産駒ハギノカムイオーは、トップレディのデビューから2週間後に開催された セリ市に上場され、当時の史上最高価格となる1億8500万円で売却された。同馬が競走馬としても成功を収めると、以後トップレディ、カムイオーには大きく劣る競走成績であったニッポーハヤテ、ワッカオー、サクライットー、チュニカオーといった牡駒も、相次いで種牡馬となった。カムイオーも含め、これらは種牡馬としては失敗に終わったが、ハギノトップレディは繁殖牝馬となってGI競走2勝のダイイチルビーを産み、自身とイットーの名声をさらに高めた。
イットー自身は1996年の種付け（不受胎）を以て繁殖を引退し、以後は功労馬として余生を過ごした。早世するものも多かった一族にあって長命を保ったが、1997年5月21日、発症していた蹄葉炎の悪化により安楽死の措置が執られた。27歳。

### 産駒一覧
|        | 生年   | 馬名               | 性    | 毛色   | 父                     | 厩舎                                           | 馬主                         | 戦績                                        | 繁殖                        |
| ------ | ------ | ------------------ | ----- | ------ | ---------------------- | ---------------------------------------------- | ---------------------------- | ------------------------------------------- | --------------------------- |
| 初仔   | 1977年 | ハギノトップレディ | 牝    | 黒鹿毛 | サンシー               | 栗東・伊藤修司                                 | 日隈広吉                     | 11戦7勝 桜花賞、エリザベス女王杯など重賞5勝 | 繁殖牝馬 （2003年死亡）     |
| 2番仔  | 1978年 | ニッポーハヤテ     | 牡    | 黒鹿毛 | サンシー               | 美浦・久保田金造                               | 山石祐一                     | 33戦7勝 安田記念3着                         | 種牡馬 （1994年用途変更）   |
| 3番仔  | 1979年 | ハギノカムイオー   | 牡    | 黒鹿毛 | テスコボーイ           | 栗東・伊藤修司                                 | 日隈広吉 中村和夫            | 14戦8勝 宝塚記念など重賞6勝                 | 種牡馬 （2002年用途変更）   |
| 4番仔  | 1980年 | トップカムイ       | 牝    | 黒鹿毛 | サンシー               | 栗東・田中良平                                 | （有）荻伏牧場               | 不出走                                      | （死亡）                    |
| 5番仔  | 1981年 | ワッカオー         | 牡    | 鹿毛   | サンプリンス           | 栗東・伊藤修司                                 | （有）荻伏牧場               | 9戦1勝                                      | 種牡馬 （1993年用途変更）   |
| 6番仔  | 1982年 | サクライットー     | 牡    | 黒鹿毛 | サンシー               | 美浦・久保田彦之                               | （株）さくらコマース         | 不出走                                      | 種牡馬 （2002年死亡）       |
| 7番仔  | 1984年 | アイランドオリーブ | 牝    | 鹿毛   | サンプリンス           | 船橋・安藤榮作                                 | 嶋村二三男                   | 地方5戦1勝                                  | 繁殖牝馬 （2005年死亡）     |
| 8番仔  | 1985年 | チュニカオー       | 牡    | 鹿毛   | ヴァリィフォージュ     | 栗東・谷八郎                                   | 北條三郎 →北條傳三           | 13戦4勝 阪神大賞典3着                       | 種牡馬 （1997年用途変更）   |
| 9番仔  | 1986年 | カムイイットー     | 牝    | 黒鹿毛 | ラッキーソブリン       | 栗東・伊藤修司                                 | （株）荻伏レーシング・クラブ | 6戦2勝 シンザン記念3着                      | 繁殖牝馬 （2009年用途変更） |
| 10番仔 | 1987年 | グロウペガサス     | 牝    | 鹿毛   | ブレイヴェストローマン | 美浦・畠山重則                                 | 赤松繁行                     | 不出走                                      | 繁殖牝馬 （2007年死亡）     |
| 11番仔 | 1988年 | ダイイチクルス     | 牡→騸 | 鹿毛   | ラッキーソブリン       | 栗東・伊藤雄二                                 | 辻本春雄                     | 24戦5勝 （うち障害3戦1勝）                  | (予後不良)                  |
| 12番仔 | 1990年 | ニッポーグランプリ | 牡    | 鹿毛   | ニッポーテイオー       | 栗東・伊藤修司                                 | 山石祐一                     | 36戦3勝                                     | -                           |
| 13番仔 | 1991年 | フジノカズサオー   | 牡    | 鹿毛   | ヤマニンスキー         | 栗東・中村好夫 →盛岡・平澤芳三 →高崎・水野清貴 | 中村寛俊 →高橋文枝           | 71戦14勝 （うち地方50戦9勝）                | -                           |
| 14番仔 | 1994年 | キープイットアップ | 牝    | 鹿毛   | モガミチャンピオン     | 栗東・荻野光男                                 | （株）ロードホースクラブ     | 2戦0勝                                      | 繁殖牝馬                    |

その他の子孫については華麗なる一族を参照のこと。

## 血統表
| イットーの血統                              | イットーの血統                                        | イットーの血統                              | （血統表の出典）                            | （血統表の出典） |
| 父系                                        | レリック系                                            | レリック系                                  | レリック系                                  |                  |
| 父 *ヴェンチア Venture 1957 黒鹿毛 イギリス | 父の父Relic 1945 青毛 アメリカ                        | War Relic                                   | Man o'War                                   | Man o'War        |
| 父 *ヴェンチア Venture 1957 黒鹿毛 イギリス | 父の父Relic 1945 青毛 アメリカ                        | War Relic                                   | Friar's Carse                               |                  |
| 父 *ヴェンチア Venture 1957 黒鹿毛 イギリス | 父の父Relic 1945 青毛 アメリカ                        | Bridal Colors                               | Black Toney                                 | Black Toney      |
| 父 *ヴェンチア Venture 1957 黒鹿毛 イギリス | 父の父Relic 1945 青毛 アメリカ                        | Bridal Colors                               | Vaila                                       |                  |
| 父 *ヴェンチア Venture 1957 黒鹿毛 イギリス | 父の母Rose O'Lynn 1944 鹿毛 アイルランド              | Pherozshah                                  | Pharos                                      | Pharos           |
| 父 *ヴェンチア Venture 1957 黒鹿毛 イギリス | 父の母Rose O'Lynn 1944 鹿毛 アイルランド              | Pherozshah                                  | Mah Mahal                                   |                  |
| 父 *ヴェンチア Venture 1957 黒鹿毛 イギリス | 父の母Rose O'Lynn 1944 鹿毛 アイルランド              | Rocklyn                                     | Easton                                      | Easton           |
| 父 *ヴェンチア Venture 1957 黒鹿毛 イギリス | 父の母Rose O'Lynn 1944 鹿毛 アイルランド              | Rocklyn                                     | Rock Forrard                                |                  |
| 母 ミスマルミチ 1965 鹿毛 日本              | 母の父*ネヴァービート Never Beat 1960 栃栗毛 イギリス | Never Say Die                               | Nasrullah                                   | Nasrullah        |
| 母 ミスマルミチ 1965 鹿毛 日本              | 母の父*ネヴァービート Never Beat 1960 栃栗毛 イギリス | Never Say Die                               | Singing Grass                               |                  |
| 母 ミスマルミチ 1965 鹿毛 日本              | 母の父*ネヴァービート Never Beat 1960 栃栗毛 イギリス | Bride Elect                                 | Big Game                                    | Big Game         |
| 母 ミスマルミチ 1965 鹿毛 日本              | 母の父*ネヴァービート Never Beat 1960 栃栗毛 イギリス | Bride Elect                                 | Netherton Maid                              |                  |
| 母 ミスマルミチ 1965 鹿毛 日本              | 母の母キユーピツト 1957 鹿毛 日本                     | Nearula                                     | Nasrullah                                   | Nasrullah        |
| 母 ミスマルミチ 1965 鹿毛 日本              | 母の母キユーピツト 1957 鹿毛 日本                     | Nearula                                     | Respite                                     |                  |
| 母 ミスマルミチ 1965 鹿毛 日本              | 母の母キユーピツト 1957 鹿毛 日本                     | *マイリー Mairie                            | Supreme Court                               | Supreme Court    |
| 母 ミスマルミチ 1965 鹿毛 日本              | 母の母キユーピツト 1957 鹿毛 日本                     | *マイリー Mairie                            | Lusignan                                    |                  |
| 母系(F-No.)                                 | マイリー系(FN:7-e)                                    | マイリー系(FN:7-e)                          | マイリー系(FN:7-e)                          | [ § 2 ]          |
| 5代内の近親交配                             | Nasrullah 4･4（母内）、Nearco 5･5･5（母内）           | Nasrullah 4･4（母内）、Nearco 5･5･5（母内） | Nasrullah 4･4（母内）、Nearco 5･5･5（母内） | [ § 3 ]          |
| 出典                                        | 1. 2. 3.                                              | 1. 2. 3.                                    | 1. 2. 3.                                    | 1. 2. 3.         |